# Тойвио, Йоона
Йоона Тойвио (фин. Joona Toivio; 10 марта 1988 Сипоо, Финляндия) — финский футболист, защитник финского клуба «ХИК» и сборной Финляндии.

## Клубная карьера
В 2007 году Тойвио был включён в заявку на сезон клуба АЗ, но из-за высокой конкуренции так и не дебютировал за основу. Летом 2008 года Йоона на правах аренды перешёл в «Телстар». 8 августа в матче против «Эксельсиора» он дебютировал в Эрстедивизи. В том же году Йоона покинул АЗ и перешёл в шведский «Юргорден». 14 марта в матче против «Хеккена» он дебютировал в Аллсвенскан лиге. 12 сентября в поединке против «Эребру» Йоона забил свой первый гол за команду.
В начале 2013 года Тойвио перешёл в норвежский «Мольде». Сумма трансфера составила 480 тыс. евро. 15 марта в матче против «Викинга» он дебютировал за новую команду. 2 апреля в поединке против «Лиллестрём» Йоона забил свой первый гол за «Мольде». В составе клуба он выиграл чемпионат и дважды стал обладателем Кубка Норвегии.

## Международная карьера
9 февраля 2011 года в товарищеском матче против сборной Бельгии Тойвио дебютировал за сборную Финляндии. 7 октября в отборочном матче чемпионата Европы 2012 против сборной Швеции Йоона забил свой первый гол за национальную команду.

### Голы за сборную Финляндии
| #   | Дата           | Место                                     | Противник  | Счёт | Результат | Соревнование                       |
| --- | -------------- | ----------------------------------------- | ---------- | ---- | --------- | ---------------------------------- |
| 01. | 7 октября 2011 | Олимпийский стадион, Хельсинки, Финляндия | Швеция     | 1:2  | 1:2       | Чемпионат Европы 2012 квалификация |
| 02. | 26 марта 2013  | Жози Бартель, Люксембург, Люксембург      | Люксембург | 0:3  | 0:3       | Товарищеский матч                  |

## Достижения
«Мольде»
- Чемпион Норвегии (1): 2014
- Обладатель Кубка Норвегии (2): 2013, 2014